# Athlītikos Politistikos Fysiolatrikos Syllogos Īraklīs Chalkidas
L'Athlītikos Politistikos Fysiolatrikos Syllogos Īraklīs Chalkidas è una società di pallavolo maschile, con sede a Calcide: milita nel campionato greco di Volley League.

## Storia
L'Athlītikos Politistikos Fysiolatrikos Syllogos Īraklīs Chalkidas viene fondato nel 1997. Dopo quasi un ventennio nella pallavolo amatoriale, nel 2015 il club assorbe il Gymnastikī Enōsī Mesologgiou, da quale eredita il diritto di partecipazione in A2 Ethnikī, dove gioca una sola annata, venendo subito promosso in Volley League, dove esordisce nella stagione 2016-17.

## Rosa 2018-2019
| N° | Nome                      | Ruolo | Data di nascita   | Nazionalità sportiva |
| -- | ------------------------- | ----- | ----------------- | -------------------- |
| 2  | Panagiōtīs Fragkiadasīs   | C     | 18 febbraio 1998  | Grecia               |
| 3  | Tijmen Laane              | S     | 2 febbraio 1988   | Paesi Bassi          |
| 4  | Theodōros Tsadīmas        | L     | 14 novembre 1995  | Grecia               |
| 5  | Kōstas Kontoulīs          | C     | 12 dicembre 1995  | Grecia               |
| 6  | Nikos Kretsīs             | P     | 26 marzo 1976     | Grecia               |
| 7  | Kōnstantinos Mpikos       | S     | 27 maggio 1995    | Grecia               |
| 10 | Ignacio Sánchez           | P     | 24 febbraio 1991  | Spagna               |
| 12 | Chrīstos Kiosīs           | C     | 23 dicembre 1982  | Grecia               |
| 14 | Panagiōtīs Anastasopoulos | S     | 14 aprile 1991    | Grecia               |
| 15 | Giōrgos Giannopoulos      | O     | 5 gennaio 1989    | Grecia               |
| 16 | Steen Sørensen            | S     | 14 settembre 1988 | Danimarca            |
| 17 | Dane Mijatović            | C     | 5 febbraio 1992   | Slovenia             |